# Зубарева Ольга Валентинівна
О́льга Валенти́нівна Зу́барева (27 січня 1958) — українська гандболістка, лінійна, заслужений майстер спорту СРСР (1980). Закінчила Київський спортивний ліцей-інтернат. Олімпійська чемпіонка московської Олімпіади 1980 року у складі збірної СРСР з гандболу. На олімпійському турнірі зіграла 5 матчів, закинула 21 гол.
У складі збірної України виступала на чемпіонаті Європи 1994 року.
Працювала тренером з гандболу у ФСТ «Спартак» (Київ), у Федерації гандболу України.

## Титули і досягнення
- Олімпійська чемпіонка: 1980
- Чемпіонка світу (2): 1982, 1986
- Срібна призерка чемпіонату світу: 1978
- Володарка Кубка європейських чемпіонів (4): 1977, 1979, 1981, 1985
- Чемпіонка СРСР (9): 1977, 1978, 1979, 1980, 1981, 1982, 1983, 1984, 1985
- Чемпіонка Спартакіади народів СРСР (2): 1979, 1983
- Володарка Кубка СРСР: 1977.